# Motety Bacha
Motety Bacha – szereg utworów skomponowanych przez J.S. Bacha w formie motetu do tekstów w języku niemieckim. Utwory na chór a capella bądź z orkiestrą kameralną przeznaczone na specjalne okazje (głównie muzyka żałobna):
- BWV 225 Singet dem Herrn ein neues Lied
  - data powstania: ok. 1727,
  - utwór przeznaczony na dwa chóry czterogłosowe (SATB)
- BWV 226 Der Geist hilft unser Schwachheit auf
  - stworzony na uroczystość pogrzebu rektora Thomasschule,
  - wykonany 20 października 1729,
  - przeznaczony na dwa chóry czterogłoseowe (SATB), smyczki, oboje, fagot i b.c.
- BWV 227 Jesu, meine Freude
  - motet żałobny w formie wariacji chorałowej
  - przeznaczony na chór (SI,SII,A,T,B) acapella
- BWV 228 Fürchte dich nicht
  - motet żałobny
  - przeznaczony na dwa chóry (SATB) acapella
- BWV 229 Komm, Jesu, komm, mein Leib ist müde
  - motet żałobny
  - data powstania 1733
  - przeznaczony na dwa chóry (SATB)
- BWV 230 Lobet den Herrn, alle Heiden
  - autentyczność tego utworu jest często kwestionowana ze względu na odrębność formy od pozostałych motetów J.S. Bacha
  - przeznaczony na chór (SATB) i b.c.